# Zbigniew Romaszewski
Zbigniew Jan Romaszewski, né le 2 janvier 1940 à Varsovie et mort le 13 février 2014 à Varsovie, est un militant pour les droits de l'homme et un homme politique polonais.

## Biographie
Pendant la Seconde Guerre mondiale, sa famille est internée en camp de concentration, où son père meurt. Il est élevé par sa mère et sa tante. Il étudie la physique à l'Université de Varsovie, où il rencontre sa femme, Zofia, dont les parents ont fait partie de la résistance anti-nazie pendant la guerre.
Après la répression des manifestations de juin 1976 à Ursus et Radom, il participe à la fondation du Comité de défense des ouvriers (Komitet Obrony Robotników, KOR). Lorsque le KOR se transforme en Comité d'autodéfense sociale, en 1977, il devient le chef du bureau d'intervention de l'organisme.
En 1980, il est le fondateur du Comité Helsinki en Pologne, puis devient un membre actif du syndicat Solidarność. Lorsque la loi martiale est instaurée en 1981, il entre en clandestinité et crée Radio Solidarność, une radio indépendante. Il est arrêté en 1982 et emprisonné jusqu'en 1984.

### Sénat
Romaszewski est élu au Sénat polonais le 4 juillet 1989, comme candidat indépendant. À partir de 2007 et jusqu'en 2011, il siège pour le parti conservateur Droit et justice et assure la vice-présidence du Sénat, avec Krystyna Bochenek et Marek Ziółkowski.
Mort le 13 février 2014, ses obsèques sont célébrées le 20, par Mgr Jan Sikorski.